# Estatut jurídic del Govern Provisional
L'Estatut Jurídic del Govern Provisional va ser la norma legal superior per la qual es va regir el Govern Provisional de la Segona República Espanyola des de la seva promulgació el mateix dia de la seva proclamació el 14 d'abril de 1931, fins a l'aprovació per les Corts Constituents de la nova Constitució de la República, el 9 de desembre de 1931. El Decret fixant l'Estatut jurídic del Govern va ser publicat el dia 15 d'abril en el diari oficial, la Gaseta de Madrid, l'endemà de la seva promulgació.

## Context
Després de proclamar la República el 14 d'abril de 1931, el comitè revolucionari republicà-socialista, constituït en Comitè Polític de la República, signa un decret que serà publicat l'endemà en el diari oficial, la Gaseta de Madrid, en el qual comunica que ha pres el poder adoptant el títol de Govern Provisional de la República. Seguidament, en un altre decret, nomena Niceto Alcalá-Zamora com a president del Govern Provisional, el qual assumirà a més a més les funcions de Cap de l'Estat (funció exercida fins al 14 d'abril pel rei Alfons XIII). En el preàmbul d'aquest últim decret es diu: "El Govern provisional de la República ha pres el Poder sense tramitacions i sense resistència ni oposició protocol·lària alguna; és el poble qui li ha elevat a la posició en que es troba, i és ell qui a tot Espanya li rendeix acatament i investeix d'autoritat". A continuació Alcalá-Zamora nomena ministres del Govern Provisional als membres del comitè revolucionari.

## Contingut
En el preàmbul, el Govern Provisional s'estableix com a Govern de plens poders, encara que com la situació de ‘ple poder’ no ha de comportar exercici arbitrari en l'exercici del Govern, afirma solemnement... que sotmet la seva actuació a normes jurídiques i en l'article 1r es diu que el Govern Provisional sotmetrà la seva actuació col·legiada i individual al discerniment i sanció de les Corts Constituents –òrgan suprem i directe de la voluntat nacional-, arribada l'hora de declinar davant ella els seus poders.
En l'article 2n, s'anuncia el propòsit del Govern Provisional de sotmetre immediatament, en defensa de l'interès públic, segons el parer de responsabilitat els actes de gestió i autoritat pendents d'examen en ser dissolt el Parlament en 1923 [en referència al procés obert llavors per depurar les responsabilitats pel Desastre d'Annual], així com els ulteriors [en referència al succeït durant la Dictadura de Primo de Rivera].
En l'article 3r es reconeix la llibertat de creences i cultes i en l'article 4t la llibertat individual i els drets ciutadans, incloent en ells els corresponents a la personalitat sindical i corporativa, fonament del nou dret social. No obstant això, en l'article 6è es diu que el Govern Provisional, en virtut de les raons que justifiquen la plenitud del seu poder, podrà suspendre (sotmetre a un règim de fiscalització governativa, es diu literalment) temporalment els drets ciutadans reconeguts en l'article 4t, de l'ús del qual donarà així mateix explica circumstanciada a les Corts Constituents, justificant-ho amb l'argument que el Govern Provisional incorreria en veritable delicte si abandonés la República naixent als qui des de fortes posicions seculars i prevalguts dels seus mitjans, poden dificultar la seva consolidació.
En l'article 5è, es reconeixia el dret de propietat, encara que amb l'excepció que el dret agrari ha de respondre a la funció social de la terra com a resposta a l'abandó absolut en què ha viscut la immensa massa camperola espanyola, al desinterès que ha estat objecte l'economia agrària del país, i a la incongruència del dret que l'ordena amb els principis que inspiren i han d'inspirar les legislacions actuals.

## Valoració

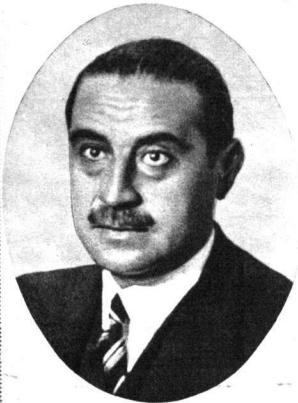
Miguel Maura, ministre de la Governació del Govern Provisional

Els més polèmic de l'Estatut Jurídic és la contradicció que s'observa en la qüestió de les llibertats i els drets ciutadans, car el seu reconeixement va acompanyat de la possibilitat de la seva suspensió per part del govern, sense intervenció judicial, si la salut de la República, segons el parer del Govern, ho reclama. Així doncs, el govern republicà no va establir un règim de llibertat general com ho prova l'estudi de les vicissituds del dret de reunió a les diferents opcions polítiques... Els grups conservadors de signe monàrquic i sectors de l'esquerra, com ara anarquistes i comunistes, van tenir seriosos obstacles per exercir-lo. Es toleraran, i no sempre, les seves reunions en locals tancats però se'ls prohibirà el seu exercici en llocs públics. Per exemple, una manifestació que es va formar a la sortida d'una reunió que el Partit Comunista d'Espanya va celebrar el Primer de maig a Sant Sebastià va ser dissolta contundentment per la força pública, produint-se nombrosos ferits.
Més significatiu de com abordaria el nou Govern l'ordre públic i la llibertat de premsa va ser tot el que va ocórrer entorn dels successos de Sant Sebastià el 28 de maig. Aquell dia uns vaguistes de Pasaia que es dirigien a Sant Sebastià van ser bloquejats per la Guàrdia Civil al pont de Miracruz. Davant la negativa d'aquells a dissoldre's, els guàrdies civils van començar a disparar ocasionant la mort a vuit persones i més de cinquanta ferits. Davant la magnitud dels fets el ministre de la Governació, Miguel Maura, va reunir a tots els directors de periòdics per recordar-los que es trobaven enfront d'un ministre que disposava de plens poders en matèria d'ordre públic (dues setmanes abans ja havia decretat la suspensió temporal del diari monàrquic ABC i del diari catòlic El Debate, arran dels fets coneguts com la crema de convents) i a continuació els va pregar que
| « | donessin a conèixer [la notícia del succeït a Sant Sebastià] amb escrupulositat i veracitat, perquè interessava que Espanya sabés que havia un Govern en el seu lloc, amb el qual no es jugava. Ara ben [relata Miguel Maura en el seu llibre Así cayó Alfonso XIII] el diari que utilitzi la notícia per a la seva campanya política, o intenti enverinar l'ambient, serà suspès, i suspès quedarà mentre jo estigui en aquest Ministeri. Es van donar per assabentats i van abandonar el meu despatx… Excepte ‘La Voz’, que a la seva última pàgina donava escaridament la notícia sense el menor comentari, els altres diaris no van publicar res del succés. | » |